# Iporá

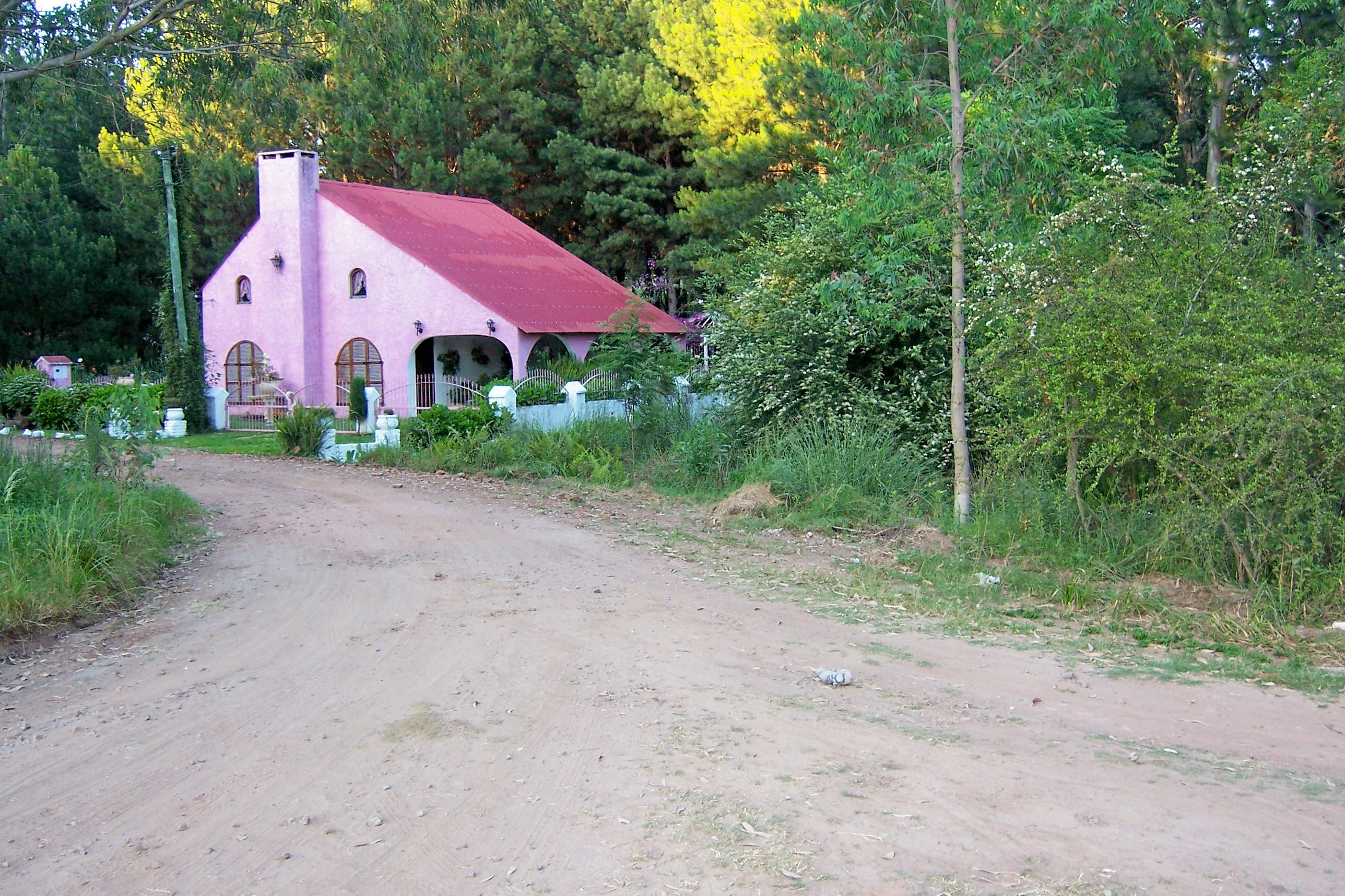
Casa a Iporá.

Iporá (en castellà i oficialment Balneario Iporá) és una localitat balneària de l'Uruguai.

## Geografia
Es troba a 7 quilòmetres de la ciutat de Tacuarembó, capital del departament del mateix nom.
El balneari té dos llacs artificials, una piscina per a la natació, zones de càmping i altres instal·lacions.

## Història
El procés de construcció es va estendre entre 1950 i 1968, a càrrec de l'empresari d'una sucursal local del Banc Casupá Felipe Albornoz.
Durant els anys 1970, amb la dictadura, el municipi de Tacuarembó es va encarregar d'administrar el balneari i va cedir les propietats a l'Estat uruguaià.
El 1989 es va realitzar en aquesta localitat el Primer Jamboree Nacional de l'Associació Scouts de l'Uruguai, on van participar milers de joves practicants de l'escoltisme a tot el país.

### Origen del nom
El nom Iporá va ser proposat per Carlos Raúl Ríos, qui va guanyar un concurs obert el premi del qual era un dels terrenys del fraccionament original. Iporá o Yporá significa "aigua bella".